# Nathan Weiss
Nathan Weiss (8. svibnja 1851. – 13. rujna 1883.) bio je austrijski neurolog. Rođen je u Gross-Meseritsch (danas Velké Meziříčí, Češka), medicinu je diplomirao 1876.g. u Beču. Poznat je kao jedan od prvih sustavnih istraživača koštane srži, leđne moždine i bazalnih ganaglija i po tome što je dokazao povezanost između tetanija (nevoljnih kontrakcija mišića) i uklanjanja guše. Eponim "Weissov znak" je nazvan po njemu iako se češće koristi eponim Chvostekov znak. 
Nathan Weiss bio je prijatelj Sigmund Freud, a dana 13. rujna 1883. u dobi od 32 godine, ubrzo nakon povratka s bračnog putovanja počinio je samoubojstvo.